# Хеслер, Лексемюэл Рэй
Лексемюэл Рэй Хеслер (англ. Lexemuel Ray Hesler; 20 февраля 1888 — 20 ноября 1977) — американский миколог. Почётный член Американского фитопатологического общества.

## Краткая биография
Л.Р. Хеслер родился в городе Видерсберг штата Индиана. Окончил среднюю школу в Видерсберге, затем учился в Уобашском колледже, где в июне 1911 года получил степень бакалавра по ботанике. В январе 1912 года поступил в Корнеллский университет. В 1914 году получил степень доктора философии. В 1919 году стал профессором Университета Теннесси. До 1934 года преподавал фитопатологию. Примерно с 1930 года стал интересоваться микологией. Хеслер издал более 60 публикаций по микологии, 6 из которых — книги.

## Научные работы
- Hesler LR. (1929) A preliminary report on polypores of eastern Tennessee, Journal of the Tennessee Academy of Science 4: 3–10
- Hesler LR. (1936) Notes on southern Appalachian fungi, Journal of the Tennessee Academy of Science 6: 107–122
- Hesler LR. (1937) Notes on southern Appalachian fungi: II., Journal of the Tennessee Academy of Science 12: 239–254
- Hesler LR. (1937) A preliminary list of the fungi of the Great Smoky Mountains, Castanea 2: 45–58
- Hesler LR. (1957) Notes on southeastern Agaricales: I., Journal of the Tennessee Academy of Science 32: 298–307
- Hesler LR. (1960) A Study of Russula types: 1, Memoirs of the Torrey Botanical Club 21: 1–59
- Hesler LR. (1961) A study of Julius Schaeffer's Russulas, Lloydia 24: 182–198
- Hesler LR. (1961) A Study of Russula types: 2, Mycologia 53: 605–625
- Hesler LR, Smith AH. (1963) North American Species of Hygrophorus
- Hesler LR, Smith AH. (1965) North American species of Crepidotus
- Hesler LR. (1967) Entoloma in Southeastern North America
- Smith AH, Hesler LR. (1968) The North American species of Pholiota
- Hesler LR. (1969) North American species of Gymnopilus
- Hesler LR, Smith AH. (1979) North American Species of Lactarius

## Организмы, названные в честь Л. Хеслера
- Aecidium hesleri Arthur 1933 (Pucciniales)
- Agrocybe hesleri Watling 1977 (Strophariaceae, Agaricales)
- Amanita hesleri Bas 1969 (Amanitaceae, Agaricales)
- Clitocybe hesleri H.E. Bigelow 1983 (Tricholomataceae, Agaricales)
- Cordyceps hesleri Mains 1939 (Clavicipitaceae, Hypocreales)
- Cortinarius hesleri Ammirati & A.H. Sm. 1984, nom. inval. (Cortinariaceae, Agaricales)
- Cortinarius hesleri Gerw. Keller & Ammirati 1983, nom. inval. (Cortinariaceae, Agaricales)
- Craterellus hesleri R.H. Petersen 1975 (Cantharellaceae, Cantharellales)
- Entoloma hesleri Morgan-Jones 1971 (Entolomataceae, Agaricales)
- Entoloma hesleri E. Horak 1976, nom. illeg. (=Entoloma egonii, Entolomataceae, Agaricales)
- Fomitiporia hesleri M. Fisch. 2004 (=Fomitiporia langloisii, Hymenochaetaceae, Hymenochaetales)
- Hebeloma hesleri A.H. Sm., V.S. Evenson & Mitchel 1983 (Strophariaceae, Agaricales)
- Phellodon hesleri Coker 1939, nom. inval. (=Phellodon putidus, Bankeraceae, Thelephorales)
- Phyllosticta hesleri Dearn. 1941 (Botryosphaeriaceae, Botryosphaeriales)
- Psathyrella hesleri A.H. Sm. 1972 (Psathyrellaceae, Agaricales)
- Septobasidium hesleri Couch ex L.D. Gómez & Henk 2004 (Septobasidiaceae, Septobasidiales)